# Sports (альбом)
Sports — третий студийный альбом американской рок-группы Huey Lewis and the News, выпущенный в 1983 году. 30 июня 1984 года (то есть спустя полгода после релиза), он достиг первого места в американском хит-параде Billboard 200, принеся группе международную славу. Альбом был сертифицирован RIAA 10×кратноплатиновым и по итогам 1984 года занял второе место в общенациональном хит-параде США. 4 сингла с него вошли в Top 10 в чарте Billboard Hot 100 (и пять поднялись в его top 20). Песня «The Heart of Rock & Roll» в 1985 году была номинирована на Грэмми в категории Запись года, а песня «Heart & Soul» в 1984 году была номинирована на Грэмми в категории Лучшее вокальное рок-исполнение дуэтом или группой.

## Список композиций
Автором большинства песен выступил основной вокалист группы Хьюи Льюис. Трек «I Want a New Drug» также стал центром судебного иска против музыканта Рея Паркера-младшего, который был обвинен в плагиате и использовании музосновы в его хите 1984 года («Ghostbusters») из фильма «Охотники за привидениями». Дело было в конечном счете урегулировано во внесудебном порядке за нераскрытую сумму.
| №  | Название                   | Автор(ы)                                                                        | Длительность |
| -- | -------------------------- | ------------------------------------------------------------------------------- | ------------ |
| 1. | «The Heart of Rock & Roll» | Johnny Colla, Huey Lewis                                                        | 5:03         |
| 2. | «Heart and Soul»           | Майк Чепмен, Никки Чинн                                                         | 4:13         |
| 3. | «Bad Is Bad»               | Alex Call, John Ciambotti, Sean Hopper, H. Lewis, John McFee, Michael Schriener | 3:48         |
| 4. | «I Want a New Drug»        | Chris Hayes, H. Lewis                                                           | 4:46         |
| 5. | «Walking on a Thin Line»   | Andre Pessis, Kevin Wells                                                       | 5:11         |
| 6. | «Finally Found a Home»     | B. Brown, C. Hayes, H. Lewis                                                    | 3:43         |
| 7. | «If This Is It»            | J. Colla, H. Lewis                                                              | 3:54         |
| 8. | «You Crack Me Up»          | Mario Cipollina, H. Lewis                                                       | 3:42         |
| 9. | «Honky Tonk Blues»         | Хэнк Уильямс                                                                    | 3:26         |

## Чарты

### Альбом
| Чарт (1984)                 | Высшая позиция |
| --------------------------- | -------------- |
| Canadian Albums Chart       | 3              |
| German Albums Chart         | 29             |
| New Zealand Albums Chart    | 19             |
| Norwegian Albums Chart      | 6              |
| Swedish Albums Chart        | 40             |
| UK Albums Chart             | 23             |
| US Billboard Top 200 Albums | 1              |

### Синглы
| Год  | Сингл                      | Чарт                                | Позиция |
| ---- | -------------------------- | ----------------------------------- | ------- |
| 1983 | «Heart and Soul»           | Billboard Top Rock Tracks           | 1       |
| 1983 | «Heart and Soul»           | The Billboard Hot 100               | 8       |
| 1983 | «I Want a New Drug»        | Billboard Top Rock Tracks           | 7       |
| 1984 | «I Want a New Drug»        | The Billboard Hot 100               | 6       |
| 1984 | «The Heart of Rock & Roll» | The Billboard Hot 100               | 6       |
| 1984 | «If This Is It»            | Billboard Adult Contemporary Tracks | 5       |
| 1984 | «If This Is It»            | Billboard Top Rock Tracks           | 19      |
| 1984 | «If This Is It»            | The Billboard Hot 100               | 6       |
| 1984 | «Walking on a Thin Line»   | Billboard Top Rock Tracks           | 16      |
| 1984 | «Walking on a Thin Line»   | The Billboard Hot 100               | 18      |

## Сертификации
| Регион                                                      | Сертификация  | Продажи    |
| ----------------------------------------------------------- | ------------- | ---------- |
| Канада (Music Canada)                                       | Бриллиантовый | 1 000 000^ |
| Новая Зеландия (RMNZ)                                       | Платиновый    | 15 000^    |
| Великобритания (BPI)                                        | Золотой       | 100 000^   |
| США (RIAA)                                                  | 7× Платиновый | 7 000 000^ |
| ^ Данные о тиражах приведены только на основе сертификации. |               |            |